# Relations entre la Belgique et le Danemark
Les relations entre la Belgique et le Danemark sont établies le 13 juin 1841. La Belgique a une ambassade à Copenhague tandis que le Danemark a une ambassade à Bruxelles. Les deux pays sont membres de l'Organisation du traité de l'Atlantique nord (OTAN) et de l'Union européenne.